# Oier Olazábal Paredes
Oier Olazábal Paredes (ur. 14 września 1989 w Irun) – hiszpański bramkarz. W 2007 roku został sprowadzony do FC Barcelony, aby wzmocnić pozycję bramkarza zespołu rezerw. W związku z tym, że drużynę opuścił Ruben, Oier będzie również pełnił funkcję trzeciego bramkarza pierwszej drużyny.
Jego poprzednim zespołem był Real Union de Irun. Zawodnik występował tam w drużynie młodzieżowej, jednak na co dzień trenował z piłkarzami pierwszej drużyny, która gra w Segunda División B.
Piłkarz jest uważany za niezwykle utalentowanego gracza. Oprócz Barcelony, pozyskaniem Olazabala zainteresowane były Liverpool, Real Madryt i Levante UD. Przed sezonem 2014/15 po nieudanej przygodzie w pierwszym zespole FC Barcelony zawodnik opuścił klub i przeszedł do hiszpańskiej Granady. Transakcja nie objęła żadnych korzyści majątkowych, jednakże kataloński klub zagwarantował sobie procent zysku od dalszej sprzedaży zawodnika. 25 czerwca został wypożyczony do Realu Sociedad.